# Bourletiella hortensis
Bourletiella hortensis är en urinsektsart som först beskrevs av Fitch 1863.  Bourletiella hortensis ingår i släktet Bourletiella och familjen Bourletiellidae. Arten är reproducerande i Sverige. Inga underarter finns listade.